# Amli
Amli là một thị trấn thống kê (census town) của quận Dadra & Nagar Haveli thuộc bang Dadra and Nagar Haveli, Ấn Độ.

## Địa lý
Amli có vị trí 20°17′B 73°01′Đ / 20,28°B 73,02°Đ Nó có độ cao trung bình là 26 mét (85 feet).

## Nhân khẩu
Theo điều tra dân số năm 2001 của Ấn Độ, Amli có dân số 28.566 người. Phái nam chiếm 61% tổng số dân và phái nữ chiếm 39%. Amli có tỷ lệ 70% biết đọc biết viết, cao hơn tỷ lệ trung bình toàn quốc là 59,5%: tỷ lệ cho phái nam là 79%, và tỷ lệ cho phái nữ là 58%. Tại Amli, 15% dân số nhỏ hơn 6 tuổi.